# Pągów (Wilków)
Pągów (deutsch Pangau) ist ein Ort in der Landgemeinde Wilków im Powiat Namysłowski der Woiwodschaft Opole in Polen.
Ortsteil von Pągów ist der Weiler Pągówek (Vorwerk Emilienhain). 

## Geographie
Das Straßendorf Pągów liegt acht Kilometer nordwestlich von Wilków, 14 Kilometer nordwestlich von Namysłów (Namslau) und 68 Kilometer nordwestlich von Opole (Oppeln) in der Nizina Śląska (Schlesische Tiefebene) innerhalb der  (Oelser Ebene). 
Nachbarorte von Pągów sind im Nordwesten Pszeniczna (Nauke), im Osten Idzikowice (Eisdorf), im Südosten der Gemeindesitz Wilków (Wilkau), im Süden Wojciechów (Woitsdorf) und im Westen Bukowie (Buchwald).

## Geschichte

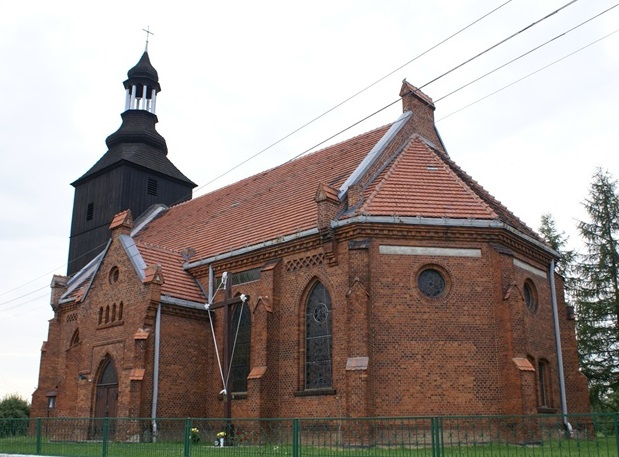
Peter-und-Paul-Kirche

Das Dorf wird im Jahre 1203 als Panglowo urkundlich erwähnt. Die Poser waren im 15. Jahrhundert im Besitz des Dorfes und ein Familienzweig nannte sich Herren von Poser und Pangau. 
1538 hielt die Reformation Einzug in Pangau und die Bewohner wurden protestantisch. 1654 wurde Pangau rekatholisiert und die Kirche den Katholiken zurückgegeben. Im Zuge des Altranstädter Konvention wurde die Kirche 1707 wieder an die Protestanten zurückgegeben. Nach dem Ersten Schlesischen Krieg 1742 fiel Buchwald mit dem größten Teil Schlesiens an Preußen.
Nach der Neuorganisation der Provinz Schlesien gehörte die Landgemeinde Pangau ab 1816 zum Landkreis Oels im Regierungsbezirk Breslau. In 1845 bestanden im Dorf eine evangelische Pfarrkirche, eine evangelische Schule, ein Roßmarkt, zwei Windmühlen, eine Ziegelei, ein Wirtshaus, zwei Vorwerke und 67 Häuser. Im gleichen Jahr lebten in Pangau 520 Menschen, davon 23 katholisch. 1874 wurde der Amtsbezirk Woitsdorf gegründet, welcher die Landgemeinden Pangau und Woitsdorf und die Gutsbezirke Pangau und Woitsdorf umfasste. 1895 zählte Pangau 56 Häuser und 243 Einwohner.
1905 zählte der Ort 58 Häuser und 254 Einwohner. 1933 zählte Pangau 448 sowie 1939 440 Einwohner. Bis 1945 gehörte der Ort zum Landkreis Oels.
1945 kam der bisher deutsche Ort unter polnische Verwaltung, wurde in Pągów umbenannt und der Woiwodschaft Schlesien angeschlossen. 1950 wurde Pągów der Woiwodschaft Oppeln zugeteilt. 1999 wurde es Teil des wiedergegründeten Powiat Namysłowski.

## Sehenswürdigkeiten
- Die römisch-katholische Peter-und-Paul-Kirche(poln. Kościół św. Piotra i św. Pawła) wurde im 15. Jahrhundert errichtet. Die Kirche war von 1707 bis 1945 evangelisch. Die Kirche besitzt ein steinernes Langhaus und einen hölzernen Kirchturm.[7] Der Kirchenbau steht seit 1966 unter Denkmalschutz.[8]
- Das Schloss Pangau (poln. Pałac Pągów) wurde 1874/75 durch Professor Beloch erbaut. Nach dem 1. Weltkrieg (1918) errichtete Leopold Scholtz (Bruder von Erich) einen westlichen Anbau. Leopold Scholtz lebte dort auch kurze Zeit. Im Jahre 1937 folgten der östliche Anbau und das Satteldach. Dessen Erbauer, Erich Scholtz-Methner, war verheiratet mit Annelise Methner, deren Namen er dem Seinen hinzufügte. Der Schlossbau steht auf einem rechteckigen Grundriss mit Walmdach.[9] Der Schlossbau steht seit 2000 unter Denkmalschutz.[8]

## Vereine
- Freiwillige Feuerwehr OSP Pągów